# کولوشاتس
کولوشاتس (به لاتین: Kulushats) یک منطقهٔ مسکونی در روسیه است که در شهرستان لاکسکی واقع شده‌است.